# Садиба Пурила
Садиба Пуріла (ест. Purila mõis) — вперше згадується в 1513 році. Була побудована у Пурилі, округ Рапламаа, і перебудована у 1810 році. Її використовувала естонська аристократія, в тому числі Фрідріх Густав фон Гельфрайх, аж до 20 століття, коли її використовували для освіти. Після Другої світової війни використовувалась Радянською Армією, в тому числі 8-м Естонським стрілецьким корпусом з 1953 по 1957 рік.

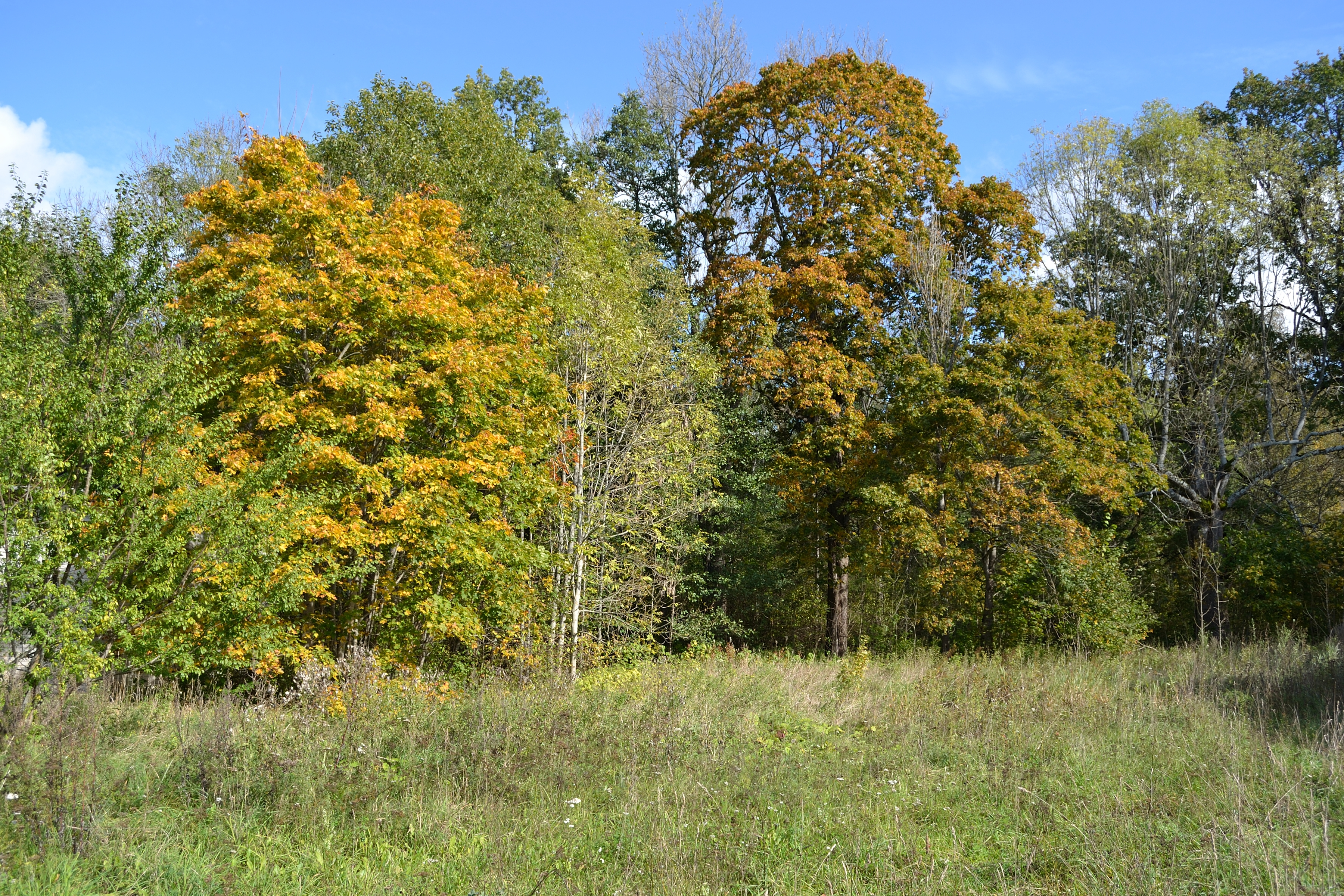
Паркова земля